# Нютроджина
Neutrogena (произнася се Нютроджина) е американска марка козметични продукти за лице, коса и кожа, включително и лечебни продукти срещу акне и други кожни заболявания. Марката се притежава от конгломерата Johnson & Johnson, който през 1994 година закупува независимата дотогава компания с главен офис в Лос Анджелис, Калифорния.
Марката е създадена през 1930 г. и е рекламирана от известни личности като Ванеса Хъджинс, Дженифър Лав Хюит, Менди Мор, Хейдън Пенетиър, Миша Бартън, Дженифър Гарнър, Паола Рей, Сандра Ечеверия и много други.